# Novopetrivka, Velîka Bilozerka
Novopetrivka (în ucraineană Новопетрівка) este un sat în comuna Kacikarivka din raionul Velîka Bilozerka, regiunea Zaporijjea, Ucraina.

## Demografie
Componența lingvistică a localității Novopetrivka
     Ucraineană (95,85%)
     Rusă (4,15%)
Conform recensământului din 2001, majoritatea populației localității Novopetrivka era vorbitoare de ucraineană (95,85%), existând în minoritate și vorbitori de rusă (4,15%).